# Kiyo Takamine e Zatch Bell
Kiyo Takamine, conhecido na versão original como Kiyomaro Takamine (高嶺 清麿, Takamine Kiyomaro), e seu parceiro Mamodo Zatch Bell, conhecido na versão original como Gash Bell (ガッシュ・ベル, Gasshu Beru), são personagens fictícios e protagonistas da série de anime e mangá Zatch Bell! criada por Makoto Raiku. Mamodos (魔物, Mamonos; lit. demônios) são criaturas com poderes sobrenaturais de outro mundo que a cada 1000 anos batalham no Mundo Humano para decidir o seu rei. A série começa quando Kiyo, a pedido de seu pai, tem de tomar conta de Zatch e assim acaba envolvido na Batalha Mamodo.
O design inicial de Kiyo e Zatch eram os de um estudante do ensino médio e um nobre cavaleiro que combate o mau. O estudante foi mantido mas o cavaleiro foi substituído por um garoto fofo. Nas pesquisas de popularidade da série, Kiyo e Zatch se classificaram dentro dos mais populares do ranking. Vários produtos da dupla também já foram vendidos.

## Criação e desenvolvimento
Depois que a sua série Newtown Heroes terminou, Raiku começou a revisar seus desenhos passados para ter alguma ideia para uma nova série. Um de seus planos iniciais foi criar um mercenário que utilizava uma espada gigante para destruir monstros e ajudar pessoas. Depois de brincar com esse rascunho por uns três meses, Raiku o descartou por causa do roteiro "nojento", como ele mesmo disse. Sua próxima ideia, que levou à criação de Zatch Bell!, foi uma história em que um estudante covarde, o protótipo de Kiyo, encontra um brinquedo que se transformava em um nobre cavaleiro. Entretanto, seu editor o aconselhou a fazer um personagem mais fofo no lugar do cavaleiro, e assim Zatch surgiu. No início, Raiku pensou que um protagonista bonitinho não seria popular, mas resolveu continuar com esse trabalho quando conseguiu desenhar olhos sérios e penetrantes para o Zatch. Para o Kiyo, Raiku queria um garoto super inteligente e por isso experimentou vários design diferentes, tais como um jovem fraco e outro da elite, até chegar no atual. A razão pela qual Zatch utiliza golpes à base de relâmpagos é por que a palavra "Rai", presente no nome de Raiku, significa relâmpago em japonês. Para distinguir Zatch de uma criança normal, Raiku desenhou duas linhas verticais abaixo de seus olhos.

## Características

### Kiyo Takamine
Kiyo é um gênio de 14 anos de idade, aluno do ensino médio com um QI de mais de 180. Quando criança, Kiyo tinha vários amigos mas eles começaram a ter inveja de sua inteligência fazendo com que ele crescesse com um comportamento introvertido e apático, chegando ao ponto de faltar à escola por ver seus professores e colegas como seres inferiores. Contudo, sua vida inteira é mudada com a aparição de Zatch. Graças a influência do Mamodo, Kiyo aprende a ser mais extrovertido e compreensivo, eventualmente se tornando um garoto bastante popular na sua classe. Apesar disso, Kiyo mantém seu temperamento ruim e continua se irritando facilmente; ele costuma descontar sua raiva em Zatch ou em sua amiga Suzy Mizuno.

### Zatch Bell
Zatch é um garoto Mamodo de sete anos. Excessivamente alegre e com um enorme senso de justiça, Zatch não tem muita noção do que se passa ao ser redor e costuma se meter em problemas quando não está sendo supervisionado. Kiyo construiu um boneco chamado Vulcan 300 para que Zatch ficasse quieto enquanto ele está na escola. Quando está fazendo algo secreto ou quer se disfarçar, Zatch costuma se esconder dentro de uma mochila verde. Sua comida favorita é o atum de nadadeira amarela, que ele prefere comer inteiro. Assim que chegou no Mundo Humano, Zatch passou a viver em uma floresta na Inglaterra até o dia em que seu irmão Zeno o atacou e apagou suas memórias do Mundo Mamodo. Ele foi encontrado pelo pai de Kiyo e mandado para o Japão. No decorrer da série é revelado que Zatch herdou de seu pai, o atual rei Mamodo, um poder chamado Bao; um poderoso dragão que o Rei Bell criou para vencer a última Batalha Mamodo. Estando muito velho para controlar o Bao, o Rei Bell o transferiu para Zatch, ainda bebê, e mandou seu filho para longe de seu reino, esperando que assim o Bao nunca mais despertasse.

## História
Durante uma viagem à Inglaterra, Seitaro Takamine encontra Zatch, sofrendo de amnésia, e um livro vermelho em uma floresta e manda o garoto ao Japão para que ele melhorasse o comportamento de seu filho Kiyo. Logo após se conhecerem, Kiyo descobre que, ao ler um feitiço no livro de Zatch, ele dispara relâmpagos por sua boca. Com a aparição de Sherry Belmont e Brago, Kiyo aprende sobre os Mamodos enquanto Zatch se horroriza ao saber que não é humano. Os dois também descobrem que quando o livro de feitiços de um Mamodo é destruído este mesmo Mamodo é mandado de volta para o seu mundo e perde a chance de se tornar rei. Além disso, Mamodos se atraem inconscientemente e por isso a dupla encontra vários inimigos. Conforme a história continua, os dois conhecem uma Mamodo chamada Kolulu que foi forçada a participar da batalha. Comovido, Zatch resolve se tornar um rei bondoso para acabar com a Batalha Mamodo e trazer paz ao seu mundo. Enquanto combatiam outras duplas, Kiyo e Zatch fazem vários amigos como o ator Parco Folgore e seu parceiro Kanchomé, a cantora e modelo Megumi Oumi e sua parceira Tia, e mais tarde o engenheiro Kafk Sunbeam e seu parceiro Ponygon. Com o tempo, surge um Mamodo maligno chamado Zofis que controla sua parceira Koko e está ressuscitando uma armada de Mamodos que morreram na última batalha. Zatch e Kiyo, ao lado de seus amigos, enfrentam os Mamodos milenares e, por fim, Zofis é derrotado por Brago.
Após a derrota de Zofis, um grupo de Mamodos liderados por Riou e seu parceiro Banikis planejam despertar um Mamodo gigante chamado Faudo, que foi mandado para o Mundo Humano pela tribo de Riou para que ele o usasse como uma arma. Kiyo, Zatch e muitos de seus amigos invadem o corpo de Faudo para impedir que seu selo fosse quebrado e ele acordasse. Conforme várias batalhas acontecem, Kiyo e Zatch enfrentam Riou e Banikis. Kiyo acaba sendo morto mas é ressuscitado pouco tempo depois, em um estado catatônico, graças aos poderes de Zatch. Zatch e os outros deixam Kiyo se recuperando dentro de um líquido curativo que Riou utilizava para se curar e continuam seu caminho até a cabeça do Faudo onde eles encontram Zeno Bell, o irmão gêmeo de Zatch que o odeia por ter herdado o Bao no seu lugar e manipulou inúmeros Mamodos que os heróis enfrentaram, incluindo Riou. Kiyo desperta mais poderoso e se junta a Zatch na luta contra Zeno e seu parceiro Duford. Os dois saem vitoriosos e, no final da luta, Zatch e Zeno conectam suas mentes. Zeno vê como seu irmão sofreu vivendo longe da sua família e se arrepende de tê-lo odiado. Ele devolve as memórias de Zatch e retorna para o Mundo Mamodo. Logo em seguida, Kiyo e Zatch enfrentam Faudo, que havia despertado pouco antes da luta contra Zeno.
Com o tempo sobram somente dez Mamodos, dando início ao Festival do Rei, um evento em que todos os habitantes do Mundo Mamodo perdem seus corpos e o destino de suas almas será decidido pelo futuro rei. Um poderoso Mamodo chamado Clear Note, que afirma ter nascido para eliminar a própria raça, se revela aos heróis e reduz o número de Mamodos à Zatch e seus amigos, que posteriormente também são derrotados. Por fim, Kiyo, Zatch, Sherry e Brago lutam contra Clear e Zatch consegue destruí-lo ao incorporar as almas dos outros Mamodos. Algum tempo depois, Kiyo termina o ensino médio. Ele e Zatch se despedem um do outro adiantadamente e, após três meses de treinamento, confrontam e derrotam Sherry e Brago. Zatch retorna para o Mundo Mamodo onde é coroado rei, mas resolve terminar a escola antes de começar seu reinado. O tempo passa e Zatch manda uma carta para Kiyo dizendo que agora seu mundo está em paz. Ele também decidiu não terminar com as Batalhas Mamodo, com a esperança de que outro Mamodo tenha uma experiência similar à sua no Mundo Humano.

## Poderes e habilidades

A habilidade de Resposta Rápida é demonstrada pelos anéis nos olhos de Kiyo.

A grande inteligência de Kiyo ao lado de sua facilidade em tomar decisões rápidas fazem dele um excelente estrategista, o que permitiu ao Zatch derrotar Mamodos muito mais poderosos que ele. Após ressuscitar dentro de Faudo, Kiyo adquiriu uma habilidade chamada Resposta Rápida (アンサートーカー, Ansa Toka) que o permite saber a resposta para qualquer pergunta. Usando esta habilidade em batalha Kiyo consegue entender completamente o ataque do oponente, como evitá-lo e como contra atacá-lo. A maioria das magias faz com que Zatch perca a consciência quando elas são ativadas. Para acabar com essa fraqueza, Kiyo desenvolveu um método de luta em que Zatch deve sempre olhar para a direção apontada por sua mão direita pouco antes de uma magia ser utilizada.
O golpe mais básico de Zatch é sua primeira magia Zaker (ザケル, Zakeru), em que um relâmpago é disparado por sua boca. Com o tempo, Zatch aprende versões mais poderosas do Zaker; em ordem elas são Zakeruga (ザケルガ), Teozaker (テオザケル, Teozakeru), e Ekuseresu Zakeruga (エクセレスザケルガ). Uma outra variação, Ganreizu Zaker (ガンレイスザケル, Ganreizu Zakeru), cria vários cilindros em formação circular que atiram relâmpagos no alvo. Por maior parte da série, o golpe mais forte de Zatch foi o dragão elétrico criado pelo seu pai, que se materializa através da magia Bao Zakeruga (バオウザケルガ, Baou Zakeruga). Uma variação, Bao Kurou Disugurugu (バオウクロウディスグルグ, Baou Kurou Disugurugu), é capaz de invocar somente uma mão do Bao para esmagar o inimigo. Zatch também consegue criar uma enorme serpente elétrica que dispara suas escamas através da magia Jiou Renzu Zakeruga (ジオウレンズザケルガ). Sua magia suprema, contudo, se chama Shin Beruwan Bao Zakeruga (シンベルワンバオウザケルガ, Shin Beruwan Baou Zakeruga). É um gigantesco dragão humanoide com quatro faces (uma na cabeça, uma no peitoral e uma em cada mão) capaz de extinguir maldade. Foi utilizado para derrotar Clear.
Zatch também possui um grande número de golpes que o auxiliam em situações diferentes: sua magia defensiva, Rashield (ラシルド, Rashirudo), emerge do chão como um grande escudo que reflete outros ataques e também os eletrifica; Jikerdor (ジケルド, Jikerudo) produz uma esfera elétrica que magnetiza tudo o que toca; Rauzaruk (ラウザルク, Rauzaruku) projeta sobre Zatch uma aura que aumenta suas habilidades físicas; Zaguruzemu (ザグルゼム) lança uma pequena esfera amarela que guia e fortalece outras magias e Maazu Jikerudon (マアズジケルドン) gera uma esfera enorme capaz de refletir ataques e atrair o inimigo para seu centro onde ele é eletrocutado.

## Aparições em outras mídias

Barudo Forusu, golpe exclusivo do primeiro filme.

Fora do mangá e do anime, Kiyo e Zatch protagonizam os dois filmes da série. No primeiro, Gekijou Ban Konjiki no Gash Bell: 101 Banme no Mamono (劇場版 金色のガッシュベル!! ｢101番目の魔物｣, lit. Konjiki no Gash Bell, O Filme!!: Mamodo Número 101), a dupla fica presa no Mundo Mamodo enquanto Wiseman, um Mamodo que perdeu seu lugar entre os cem participantes na Batalha Mamodo para Zatch, vai ao Mundo Humano se vingar. Esse filme também apresenta uma nova magia, Barudo Forusu (バルド フォルス), uma fênix que Zatch cria ao receber energia de Kanchomé, Tia e Ponygon. No segundo, Gekijou Ban Konjiki no Gash Bell!! Mecabarukan no Raishuu (劇場版 金色のガッシュベル!! ｢メカバルカンの来襲｣, lit. Konjiki no Gash Bell, O Filme!! Ataque dos Mecha-Vulcans), um cientista chamado Dr. M2 cria uma armada de Vulcans 300 gigantes para atacar o Japão caso Kiyo não o ajude em seus planos malígnos. Também aparecem em todos os jogos da série, onde a dupla funciona como um único personagem. Exemplos são Zatch Bell! Mamodo Fury e Zatch Bell! Mamodo Battles.

## Recepção
Dentro das enquetes de popularidades realizadas pela Weekly Shōnen Sunday, a dupla sempre esteve entre os personagens mais populares da série. Na primeira enquete, Zatch ficou em primeiro lugar e Kiyo em segundo. Nas próximas duas enquetes, Zatch e Kiyo se classificaram em primeiro e terceiro lugar respectivamente. Em uma revisão dos dois primeiros volumes da série, o portal de jogos IGN afirmou que Kiyo não era um personagem amável devido à sua personalidade abrasiva. Contudo, o IGN descreveu Zatch como "um personagem engraçado e peculiar; é fácil gostar dele e é fácil se irritar com ele". Revisando o primeiro volume, o site Mania Entertainment também comentou sobre a personalidade inicial de Kiyo, dizendo que suas ações cruéis o tornam um protagonista interessante mas definitivamente não o melhor personagem principal em um mangá shōnen. Em contrapartida, o site apontou que a natureza depressiva de Kiyo é complementada pela correta e brincalhona de Zatch. CommonSense, um site educacional, comentou que Kiyo e Zatch são um bom exemplo de trabalho em equipe pois "apesar de nem sempre se entenderem, os dois continuam trabalhando juntos".
O site Anime News Network elogiou a personalidade extremamente emotiva de Kiyo e Zatch, e como a dupla constantemente chora durante uma batalha e costuma fazer discursos sobre amizade e trabalho em equipe. De acordo com o escritor Zac Bertschy, os dois protagonistas deixam o show perfeito para o seu público alvo. Durante uma entrevista, Makoto Raiku disse que se tivesse um parceiro Mamodo ele certamente teria os mesmos poderes que Zatch. Jason Spisak, que dubla Kiyo na versão norte-americana, ficou em quinto lugar na categoria "Melhor Dublador em Inglês" do prêmio SPJA Industry Award por sua interpretação do personagem. Enquanto isso, a dubladora norte-americana de Zatch, Debi Derryberry, foi nomeada duas vezes à categoria "Melhor Dubladora em uma Comédia" do American Anime Awards, mas não venceu em ambas. Diversas mercadorias com a aparência da dupla tem sido lançadas, tais como pelúcias e figuras de ação.